# Francine Gaudet
Francine Gaudet, née le 30 mai 1948 à Sainte-Gertrude, est une femme politique québécoise.

## Biographie
Francine Gaudet est titulaire d'un brevet en enseignement préscolaire, d'un baccalauréat en enseignement préscolaire et primaire et d'une maîtrise en éducation de l'Université du Québec à Trois-Rivières. Elle a également une maîtrise en administration scolaire de l'Université de Sherbrooke. 
De 1974 à 1987, elle enseigne à la Commission scolaire de Chavigny. Elle est directrice de plusieurs écoles primaires à Trois-Rivières et à Montréal entre 1987 et 1990, puis directrice de l'école secondaire Chavigny de 1993 à 2003. 
Elle est élue députée de la circonscription de Maskinongé pour le Parti libéral du Québec lors de l'élection générale québécoise de 2003. Pendant son mandat, elle est adjointe parlementaire au ministre de l'Éducation et à la ministre de l'Emploi et de la Solidarité sociale. Elle est battue en 2007 par l'adéquiste Jean Damphousse.
Elle occupe, à compter du mois d'août 2008, le poste de Directrice Générale de l'Institut Secondaire Keranna, une école privée de Trois-Rivières.
Francine Gaudet quitte ses fonctions de directrice générale en juin 2009 afin de préparer le terrain pour un retour en politique lors des élections fédérales du 2 mai 2011. Elle se présente sous la bannière du Parti libéral du Canada dans Berthier—Maskinongé, mais termine en 3e position.

## Distinctions et prix
Elle est récipiendaire, en 2005, de la Médaille de l'Assemblée nationale.
Elle est décorée de l'Ordre de la Pléïade le 20 mars 2012.

## Résultats électoraux
|                                                                                               | Nom                        | Parti               | Nombre de voix | %     | Maj.  |
| --------------------------------------------------------------------------------------------- | -------------------------- | ------------------- | -------------- | ----- | ----- |
|                                                                                               | Jean Damphousse            | Action démocratique | 14 862         | 40 %  | 4 095 |
|                                                                                               | Francine Gaudet (sortante) | Libéral             | 10 767         | 29 %  | -     |
|                                                                                               | Rémy Désilets              | Parti québécois     | 10 008         | 27 %  | -     |
|                                                                                               | Frédéric Demouy            | Vert                | 781            | 2,1 % | -     |
|                                                                                               | Mario Landry               | Québec solidaire    | 699            | 1,9 % | -     |
| Total                                                                                         | Total                      | Total               | 37 117         | 100 % |       |
| Le taux de participation lors de l'élection était de 76,3 % et 401 bulletins ont été rejetés. |                            |                     |                |       |       |

|                                                                                               | Nom                     | Parti               | Nombre de voix | %      | Maj. |
| --------------------------------------------------------------------------------------------- | ----------------------- | ------------------- | -------------- | ------ | ---- |
|                                                                                               | Francine Gaudet         | Libéral             | 13 240         | 38,2 % | 906  |
|                                                                                               | Rémy Désilets (sortant) | Parti québécois     | 12 334         | 35,6 % | -    |
|                                                                                               | Louise-Andrée Garant    | Action démocratique | 9 118          | 26,3 % | -    |
| Total                                                                                         | Total                   | Total               | 34 692         | 100 %  |      |
| Le taux de participation lors de l'élection était de 74,6 % et 560 bulletins ont été rejetés. |                         |                     |                |        |      |

## Source
- Biographie sur le site de l'Assemblée nationale du Québec